# Marta Abba
Marta Abba (Milano, 25 giugno 1900 – Milano, 24 giugno 1988) è stata un'attrice italiana.
Era la figlia primogenita del commerciante Pompeo Abba, nato a Trapani, e di Giuseppina Trabucchi, nata a Piacenza, sorella maggiore di Cele. Musa ispiratrice del grande scrittore e drammaturgo Luigi Pirandello, fu una delle più grandi interpreti del Novecento.

## Biografia

### Teatro
Dopo aver studiato recitazione presso l'Accademia dei Filodrammatici, dove fu accolta all'età di soli quindici anni, esordì nel 1924 nel dramma Il gabbiano di Anton Čechov diretta da Virgilio Talli. Si fece immediatamente notare come attrice impetuosa e passionale, dalla recitazione istintuale ed esuberante.
Nel 1925 avvenne la svolta decisiva della carriera: Luigi Pirandello, dopo avere letto una critica di Marco Praga che ne esaltava le qualità sceniche, la scritturò immediatamente come prima attrice del suo Teatro d'Arte di Roma. Del drammaturgo siciliano la Abba divenne l'interprete fedele e la musa ispiratrice, dedicandosi esclusivamente ai suoi lavori drammatici, come Diana e la Tuda, L'amica delle mogli, Trovarsi e Come tu mi vuoi, a lei dedicati.

Marta Abba in compagnia di Luigi Pirandello

Con Pirandello scambiò anche un famoso epistolario, portato avanti con alterne vicende fino alla morte del drammaturgo avvenuta nel 1936: si tratta di un carteggio di circa 500 lettere, poi donato all'Università di Princeton nel New Jersey e pubblicato integralmente soltanto nel 1994. Si è molto discusso, a tal proposito, su una presunta storia d'amore tra l'attrice e il commediografo, soprattutto per la celebrità raggiunta da questo (notoriamente sposato) dopo che fu insignito del premio Nobel. È vero, ad ogni modo, che la loro collaborazione abbia fruttato pagine memorabili alla storia del teatro italiano.
L'esperienza con il Teatro d'Arte durò fino all'estate del 1928. Dalla stagione 1928-1929, Marta Abba formò una propria compagnia, con un repertorio allargato anche a George Bernard Shaw, Gabriele D'Annunzio e Carlo Goldoni, sotto la direzione di prestigiosi registi teatrali come Max Reinhardt e Guido Salvini; in ogni caso, la critica la acclamò sempre come la massima interprete del teatro pirandelliano.
Effettuò fortunate tournée all'estero. Due anni dopo la morte di Pirandello, nel gennaio del 1938, Marta Abba sposò negli Stati Uniti un industriale della potente famiglia Millikin e si stabilì a Cleveland fino al 1952, anno della separazione e del conseguente divorzio. Al suo ritorno in Italia riprese a calcare le scene ma solo saltuariamente: già alla metà degli anni Cinquanta la sua carriera sul palcoscenico poteva considerarsi finita.
Ammalatasi gravemente di paresi e ridotta sulla sedia a rotelle, Marta Abba passò gran parte dei suoi ultimi giorni a San Pellegrino Terme per curarsi, completamente lontana dal mondo dello spettacolo. Si spense nella sua città natale il giorno prima di compiere 88 anni.
Pubblicò una sua autobiografia dal titolo La mia vita di attrice.

### Radiofonia
Martedì 21 febbraio 1933, la Abba debuttò davanti a un microfono della radiofonia EIAR, alle ore 13,15 da Radio Roma, con un breve programma di prosa: la notizia venne ampiamente riportata dal Radiocorriere della settimana; negli anni successivi l'attrice prese parte ad altre trasmissioni di radiodrammi e commedie.

### Cinema
Col grande schermo non ebbe una frequentazione altrettanto rilevante; fu protagonista in due soli film nel biennio 1933-1934, peraltro dignitosi, diretti da Alessandro Blasetti e Guido Brignone. Una curiosità: Il caso Haller, del 1933, è l'unica pellicola nella quale Marta recitò insieme con la sorella Cele, che aveva voluto a tutti i costi con lei anche sui palcoscenici teatrali dal 1927.

## Filmografia
- Il caso Haller, regia di Alessandro Blasetti (1933)
- Teresa Confalonieri, regia di Guido Brignone (1934)